# Wettingen
Wettingen (schweizertyska: Wettige) är en ort och kommun i distriktet Baden i kantonen Aargau i Schweiz. Kommunen har 21 479 invånare (2023). Det gör den till den näst största kommunen i Aargau sett till invånarantalet.
Kommunen ligger cirka 19 kilometer nordväst om Zürich. Floden Limmat avgränsar kommunen i väster. Orten Wettingen är sammanvuxen med orten Baden.
En majoritet (85,2 %) av invånarna är tyskspråkiga (2014). En italienskspråkig minoritet på 3,8 % lever i kommunen. 41,7 % är katoliker, 19,4 % är reformert kristna och 38,9 % tillhör en annan trosinriktning eller saknar en religiös tillhörighet (2014).